# Segona divisió espanyola de futbol 2023-2024
La Liga 2 2023–24, també coneguda com a La Liga Hypermotion per motius de patrocini, va ser la 93a edició de la Segona divisió espanyola de futbol des de la seva creació a Espanya. Va començar l'11 d'agost de 2023 i va finalitzar el 23 de juny de 2024.

## Equips

### Moviments d'equips
| Promocionat des de la Primera Federació 2022–23 | Descendit de la Lliga 2022–23 | Ascendit a la Lliga 2023-24  | Descendit a la Primera Federació 2023–24 |
| ----------------------------------------------- | ----------------------------- | ---------------------------- | ---------------------------------------- |
| Amorebieta Racing de Ferrol Alcorcón Eldense    | Elx CF Espanyol Valladolid    | Granada UD Las Palmas Alavés | Màlaga Ponferradina Eivissa Lugo         |

### Ascens i descens (pretemporada)
Disputaran la lliga un total de 22 equips, incloent-hi 15 equips de la temporada 2022-23, tres descendits de la Lliga 2022-23 i quatre promocionats des de la primera divisió RFEF 2022-23.
Equips ascendits a la Lliga
Els dos primers equips que van aconseguir l'ascens de Segona Divisió van ser el Granada i el Las Palmas, que van aconseguir matemàticament la primera i la segona posició, respectivament, en l'última jornada de la temporada. El Granada va tornar a la Lliga després d'un any d'absència, mentre que Las Palmas va tornar després de cinc anys d'absència. El tercer i últim equip en ascendir va ser l'Alavés, després de guanyar la final del play-off contra el Llevant el 17 de juny de 2023, tornant així després d'un any d'absència.
Equips descendits de la Lliga
El primer equip que va baixar de la Lliga va ser l'Elx, després d'una derrota per 2-1 davant l'Almeria el 2 de maig de 2023, posant fi a la seva estada de tres anys al primer nivell. El segon equip que va baixar va ser l'Espanyol, després d'un empat 2-2 contra el València el 28 de maig de 2023, que va posar fi a la seva estada de dos anys a la primera categoria. El tercer i últim equip descendit a Segona va ser el Valladolid, després d'un empat 0-0 contra el Getafe el 4 de juny de 2023, que va posar fi a la seva estada d'un any a la primera categoria.
Equips descendits a Primera Federació
El 23 d'abril de 2023, el Lugo es va convertir en el primer equip a baixar de Segona Divisió, posant així fi a la seva estada d'11 anys a segona divisió. Al Lugo el va seguir l'Eivissa el 28 d'abril, posant fi a una estada de dos anys a segona divisió. El 14 de maig de 2023, la Ponferradina es va convertir en el tercer equip que va baixar de Segona Divisió, posant fi a una estada de quatre anys a segona divisió. El 20 de maig de 2023, el Màlaga va esdevenir l'últim equip que va baixar de Segona Divisió. Això va acabar amb una ratxa de 25 anys en el futbol professional, passant 17 d'aquests anys a la Lliga.
Equips promocionats des de Primera Federació
El 27 de maig de 2023, els dos primers equips que van aconseguir l'ascens de Segona Divisió van ser el Racing Ferrol i la SD Amorebieta, que matemàticament van aconseguir la primera posició dels seus respectius grups, en l'última jornada de la temporada. El Racing Ferrol torna a Segona Divisió després de passar 15 anys a tercera i quarta divisió, mentre que Amorebieta torna després d'un any d'absència. El 24 de juny de 2023, l'Alcorcón es va convertir en el tercer equip en aconseguir l'ascens a Segona Divisió, tornant després d'un any d'absència. El 25 de juny de 2023, el CE Eldenc es va convertir en l'últim equip ascendit a Segona Divisió, tornant per primera vegada en 59 anys i aconseguint tres ascensos consecutius.

### Estadis i emplaçaments
| Equip               | Ubicació               | Estadi                    | Capacitat |
| ------------------- | ---------------------- | ------------------------- | --------- |
| Albacete Balompié   | Albacete               | Carlos Belmonte           | 17.524    |
| Alcorcón            | Alcorcón               | Sant Domingo              | 5.100     |
| Amorebieta          | Amorebieta-Etxano      | Lezama (camp 2)           | 3.250     |
| Andorra             | Andorra la Vella       | Estadi Nacional           | 3.306     |
| Burgos              | Burgos                 | El Plantío                | 12.194    |
| Cartagena           | Cartagena              | Cartagonova               | 15.105    |
| SD Eibar            | Eibar                  | Ipurua                    | 8.164     |
| Elx CF              | Elx                    | Martínez Valero           | 33.732    |
| Eldense             | Elda                   | Nou Pepico Amat           | 4.036     |
| Espanyol            | Cornellà de Llobregat  | Stage Front Stadium       | 40.000    |
| Osca                | Osca                   | El Alcoraz                | 9.100     |
| Leganés             | Leganés                | Butarque                  | 12.450    |
| Llevant             | València               | Ciutat de València        | 26.354    |
| Mirandès            | Miranda de Ebro        | Anduva                    | 5.759     |
| Oviedo              | Oviedo                 | Carlos Tartiere           | 30.500    |
| Racing Ferrol       | Ferrol                 | A Malata                  | 12.042    |
| Racing de Santander | Santander              | El Sardinero              | 22.222    |
| Sporting Gijón      | Gijón                  | El Molinón                | 30.000    |
| Tenerife            | Santa Cruz de Tenerife | Heliodoro Rodríguez López | 22.824    |
| Valladolid          | Valladolid             | José Zorrilla             | 27.618    |
| Vila-real B         | Vila-real              | Estadi de la Ceràmica     | 23.000    |
| Saragossa           | Saragossa              | La Romareda               | 33.608    |

Notes
1. ↑  El 17 de juny de 2021, l'Amorebieta va arribar a un acord amb l'Athletic Club per jugar a Lezama, ja que el seu camp local, Urritxe, es va classificar com a "impracticable" per jugar a la categoria.[6]

### Personal i patrocini
| Equip            | Entrenador           | Capità             | Fabricant de l'equipació | Patrocinador principal a la samarreta |
| ---------------- | -------------------- | ------------------ | ------------------------ | ------------------------------------- |
| Albacete         | Rubén Albés          | Bernabé Barragán   | Adidas                   | Iner Energía                          |
| Alcorcón         | Fran Fernández       | Jean-Sylvain Babin | Kappa                    | None                                  |
| Amorebieta       | Haritz Mújika        | Iker Seguín        | Nike                     | Sidenor                               |
| Andorra          | Eder Sarabia         | Rubén Bover        | Nike                     | Mora Banc                             |
| Burgos           | Bolo                 | Unai Elgezabal     | Adidas                   | Reale Seguros                         |
| Cartagena        | Víctor Sánchez       | Marc Martínez      | Macron                   | Talasur Group                         |
| Eibar            | Joseba Etxeberria    | Anaitz Arbilla     | Hummel                   | eibho                                 |
| Elx              | Sebastián Beccacece  | Fidel              | Nike                     | None                                  |
| Eldense          | Fernando Estévez     | Miguel Núñez       | Hummel                   | Finetwork                             |
| Espanyol         | Luis García          | Leandro Cabrera    | Kelme                    | Riviera Maya                          |
| Huesca           | José Ángel Ziganda   | Jorge Pulido       | Soka                     | Huesca La Magia                       |
| Leganés          | Borja Jiménez        | Sergio González    | Joma                     | Africa United                         |
| Llevant          | Javier Calleja       | Sergio Postigo     | Macron                   | Marcos Automoción                     |
| Mirandés         | Alessio Lisci        | Ramón Juan         | Adidas                   | Miranda Empresas                      |
| Oviedo           | Álvaro Cervera       | Borja Bastón       | Adidas                   | Digi Communications                   |
| Racing Ferrol    | Cristóbal Parralo    | Álex López         | Lotto                    | Estrella Galicia 0,0                  |
| Racing Santander | José Alberto Lopez   | Íñigo Sainz-Maza   | Austral                  | Plenitude                             |
| Sporting Gijón   | Miguel Ángel Ramírez | Carlos Izquierdoz  | Puma                     | Jalisco es Mexico                     |
| Tenerife         | Asier Garitano       | Aitor Sanz         | Hummel                   | Turismo Tenerife                      |
| Valladolid       | Paulo Pezzolano      | Jordi Masip        | Kappa                    | Estrella Galicia 0,0                  |
| Vila-real B      | Miguel Álvarez       | Carlo Adriano      | Joma                     | Pamesa Cerámica                       |
| Zaragoza         | Fran Escribá         | Cristian Álvarez   | Adidas                   | Caravan Fragancias                    |

### Canvis d'entrenador
| Equip     | Entrenador sortint | Manera de sortida          | Data de vacant     | Posició a la taula | Entrenador entrant | Data de nomenament |
| --------- | ------------------ | -------------------------- | ------------------ | ------------------ | ------------------ | ------------------ |
| Tenerife  | Luis Miguel Ramis  | Finalització del contracte | 30 de juny de 2023 | Pretemporada       | Asier Garitano     | 29 de maig de 2023 |
| Burgos    | Julián Calero      | Finalització del contracte | 30 de juny de 2023 | Pretemporada       | Bolo               | 31 de maig de 2023 |
| Mirandés  | Joseba Etxeberria  | Finalització del contracte | 30 de juny de 2023 | Pretemporada       | Alessio Lisci      | 8 de juny de 2023  |
| Cartagena | Luis Carrión       | Finalització del contracte | 30 de juny de 2023 | Pretemporada       | Víctor Sánchez     | 6 de juny de 2023  |
| Leganés   | Carlos Martínez    | Final de l'interinatge     | 30 de juny de 2023 | Pretemporada       | Borja Jiménez      | 6 de juny de 2023  |
| Eibar     | Gaizka Garitano    | Acord mutu                 | 30 de juny de 2023 | Pretemporada       | Joseba Etxeberria  | 14 de juny de 2023 |

## Classificació
| Pos | Equip                | PJ | PG | PE | PP | GF | GC | DG  | Pts | Classificació o descens               |
| --- | -------------------- | -- | -- | -- | -- | -- | -- | --- | --- | ------------------------------------- |
| 1   | CD Leganés (C, P)    | 42 | 20 | 14 | 8  | 56 | 27 | +29 | 74  | Ascens a Primera divisió              |
| 2   | Reial Valladolid (P) | 42 | 21 | 9  | 12 | 51 | 36 | +15 | 72  | Ascens a Primera divisió              |
| 3   | SD Eibar             | 42 | 21 | 8  | 13 | 72 | 48 | +24 | 71  | Classificació pels play-offs d'ascens |
| 4   | RCD Espanyol (O, P)  | 42 | 17 | 18 | 7  | 59 | 40 | +19 | 69  | Classificació pels play-offs d'ascens |
| 5   | Sporting de Gijón    | 42 | 18 | 11 | 13 | 51 | 42 | +9  | 65  | Classificació pels play-offs d'ascens |
| 6   | Reial Oviedo         | 42 | 17 | 13 | 12 | 55 | 39 | +16 | 64  | Classificació pels play-offs d'ascens |
| 7   | Racing de Santander  | 42 | 18 | 10 | 14 | 63 | 55 | +8  | 64  |                                       |
| 8   | Llevant              | 42 | 13 | 20 | 9  | 49 | 45 | +4  | 59  |                                       |
| 9   | Burgos CF            | 42 | 16 | 11 | 15 | 52 | 54 | −2  | 59  |                                       |
| 10  | Racing de Ferrol     | 42 | 15 | 14 | 13 | 49 | 52 | −3  | 59  |                                       |
| 11  | Elx CF               | 42 | 16 | 11 | 15 | 43 | 46 | −3  | 59  |                                       |
| 12  | CD Tenerife          | 42 | 15 | 11 | 16 | 38 | 41 | −3  | 56  |                                       |
| 13  | Albacete Balompié    | 42 | 12 | 15 | 15 | 50 | 56 | −6  | 51  |                                       |
| 14  | FC Cartagena         | 42 | 14 | 9  | 19 | 37 | 51 | −14 | 51  |                                       |
| 15  | Reial Saragossa      | 42 | 12 | 15 | 15 | 42 | 42 | 0   | 51  |                                       |
| 16  | CE Eldenc            | 42 | 12 | 14 | 16 | 46 | 56 | −10 | 50  |                                       |
| 17  | SD Huesca            | 42 | 11 | 16 | 15 | 36 | 33 | +3  | 49  |                                       |
| 18  | CD Mirandés          | 42 | 12 | 13 | 17 | 47 | 55 | −8  | 49  |                                       |
| 19  | SD Amorebieta (R)    | 42 | 11 | 12 | 19 | 37 | 53 | −16 | 45  | Descens a Primera Federació           |
| 20  | AD Alcorcón (R)      | 42 | 10 | 14 | 18 | 32 | 53 | −21 | 44  | Descens a Primera Federació           |
| 21  | FC Andorra (R)       | 42 | 11 | 10 | 21 | 33 | 53 | −20 | 43  | Descens a Primera Federació           |
| 22  | Vila-real B (R)      | 42 | 11 | 10 | 21 | 41 | 62 | −21 | 43  | Descens a Primera Federació           |

1. ↑  L'Oviedo va acabar per davant del Racing de Santander per diferència de gols
2. ↑  El Llevant va acabar per davant de Burgos, Racing Ferrol i Elx pels punts cara a cara: Llevant 12 pts, Burgos 8 pts, Racing Ferrol 8 pts, Elx 4 pts. Burgos va acabar per davant del Racing Ferrol pels punts cara a cara: Racing Ferrol 1–1 Burgos, Burgos 2–0 Racing Ferrol
3. ↑  L'Albacete va acabar per davant de Cartagena i Zaragoza pels punts cara a cara: Albacete 6 pts, Cartagena 5 pts, Zaragoza 4 pts
4. ↑  El Huesca va acabar per davant del Mirandés pels resultats cara a cara: Huesca 1–1 Mirandés, Mirandés 0–3 Huesca
5. ↑  L'Andorra va acabar per davant del Vila-real B per diferència de gols